# Teoria celular

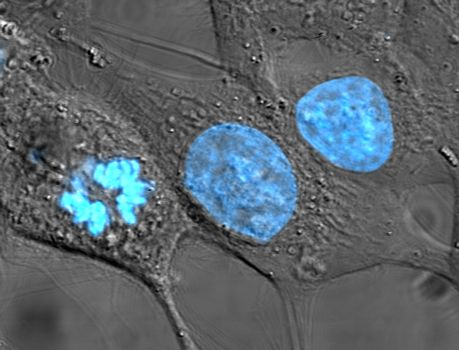
Células cancerosas humanas com núcleos (especificamente o DNA) corados de azul. A célula central e a mais à direita estão em interfase, de modo que todos os núcleos são marcados. A célula da esquerda está passando por mitose e seu DNA se condensou.

A teoria celular é um dos conhecimentos fundamentais da biologia. Agora universalmente aceita, a teoria celular afirma que todos os seres vivos são compostos por células, a unidade estrutural e organizacional básica de todos os organismos e que todas as células vêm de células preexistentes.
Os três princípios da teoria celular são descritos abaixo:
- Todos os organismos vivos são compostos de uma ou mais células;
- A célula é a unidade básica de estrutura e organização nos organismos;
- As células surgem de células preexistentes.

Seus idealizadores foram Matthias Jakob Schleiden e Theodor Schwann.
Não existe uma definição de vida universalmente aceita. Alguns biólogos consideram entidades acelulares, como vírus, organismos vivos, e, portanto, discordam razoavelmente do primeiro princípio.

## História

### Microscopia

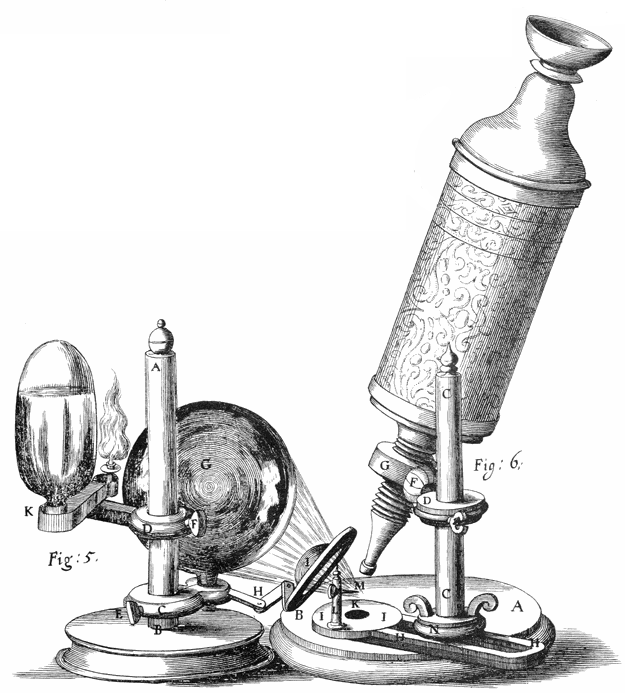
Microscópio de Robert Hooke

A descoberta da célula só foi possível graças à invenção do microscópio. Durante o século I d.C., os romanos produziam vidro e testavam diferentes tipos de vidro transparente, descobrindo que certas lentes postas sob um objeto faziam-no parecer maior. As lentes foram popularizadas apenas por volta do ano 1280, na Itália, com a invenção dos óculos, o que provavelmente levou ao uso mais amplo de microscópios simples. Na época, começaram também as primeiras experiências de combinação de lentes para aplicação em instrumentos de ampliação de imagens, resultando na criação do primeiro microscópio composto (duas ou mais lentes).
Em 1665, Robert Hooke usou um microscópio de cerca de 15 centímetros de comprimento com duas lentes convexas dentro e examinou espécimes sob luz refletida para as observações em seu livro Micrographia. Hooke também usou um microscópio mais simples com uma única lente para examinar espécimes com luz direta, o que permitia uma imagem mais clara.
O aperfeiçoamento do microscópio é atribuído ao holandês Anton van Leeuwenhoek que, em 1674, construiu um microscópio simples de lente única, com capacidade de magnificação de cerca de 300 vezes do objeto analisado.
Os microscópios ópticos podem focar em objetos do tamanho de um comprimento de onda ou maior, restringindo ainda as descobertas com objetos menores do que os comprimentos de onda da luz visível. O desenvolvimento do microscópio eletrônico na década de 1920 possibilitou a visualização de objetos menores que comprimentos de onda ópticos, mais uma vez abrindo novas possibilidades na ciência.

### Descoberta das células

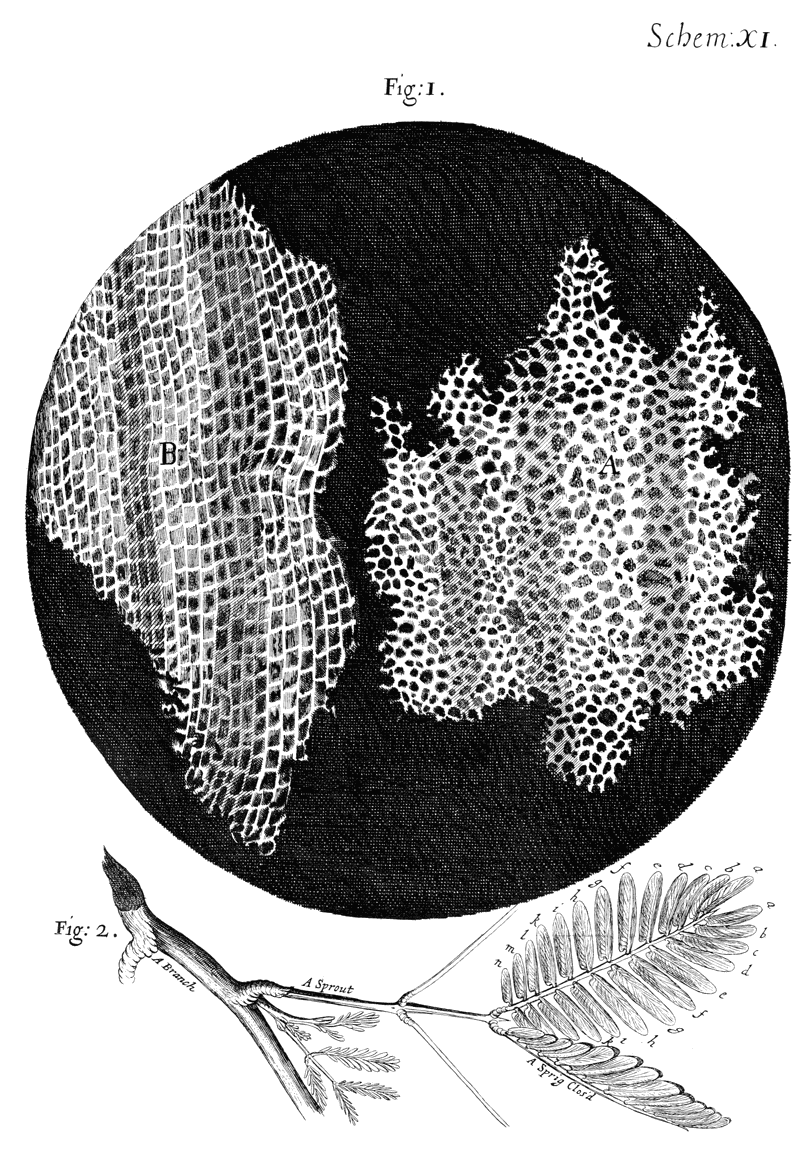
Desenho da estrutura da cortiça por Robert Hooke em Micrographia.

Em 1663, o cientista inglês Robert Hooke, utilizando um microscópio rudimentar, observou uma fatia fina de cortiça, constatando que a cortiça era formada por um grande número de cavidades preenchidas com ar. Dois anos depois, Hooke publicou a obra Micrographia, onde descreveu as unidades microscópicas observadas, cunhando o termo "célula", do latim cella, que significa "pequeno aposento".
Hooke, no entanto, desconhecia a real estrutura e função das células, e o que Hooke acreditava serem células, eram na verdade paredes celulares vazias de células vegetais mortas. Com os microscópios de baixa ampliação dessa época, Hooke não conseguiu ver se havia outros componentes internos nas células que ele observava, logo, suas observações de células não deram nenhuma indicação do núcleo, nem de outras organelas encontradas na maioria das células vivas.
Outro cientista que realizou observações microscópicas de células foi Anton van Leeuwenhoek em 1676. Ele fez uso de um microscópio com lentes aprimoradas que podiam ampliar objetos em cerca de 300 vezes. Sob esses microscópios, Leeuwenhoek observou organismos dotados de motilidade que seriam, portanto, vivos. Ele escreveu muitos outros artigos nos quais descreveu diferentes microorganismos específicos, os quais chamou de "animálculos", o que incluía protozoários e bactérias. Mesmo sem muita educação formal, realizou a primeira descrição precisa dos glóbulos vermelhos e também observou pela primeira vez espermatozoides. Depois da descoberta, Leeuwenhoek percebeu que o processo de fertilização requer o encontro do espermatozoide do óvulo. Isso pôs fim à teoria anterior da geração espontânea. Depois de ler as cartas de Leeuwenhoek, Hooke foi o primeiro a confirmar suas observações, consideradas improváveis por outros contemporâneos.
As células em tecidos animais foram observadas depois das vegetais, porque os tecidos eram muito frágeis, dificultando o preparo de fatias finas para estudo. Os biólogos acreditavam que havia uma unidade fundamental para a vida, mas não tinham certeza do que era. Apenas cem anos depois que essa unidade fundamental foi conectada à estrutura celular e à existência de células em animais ou plantas.

## Teoria celular

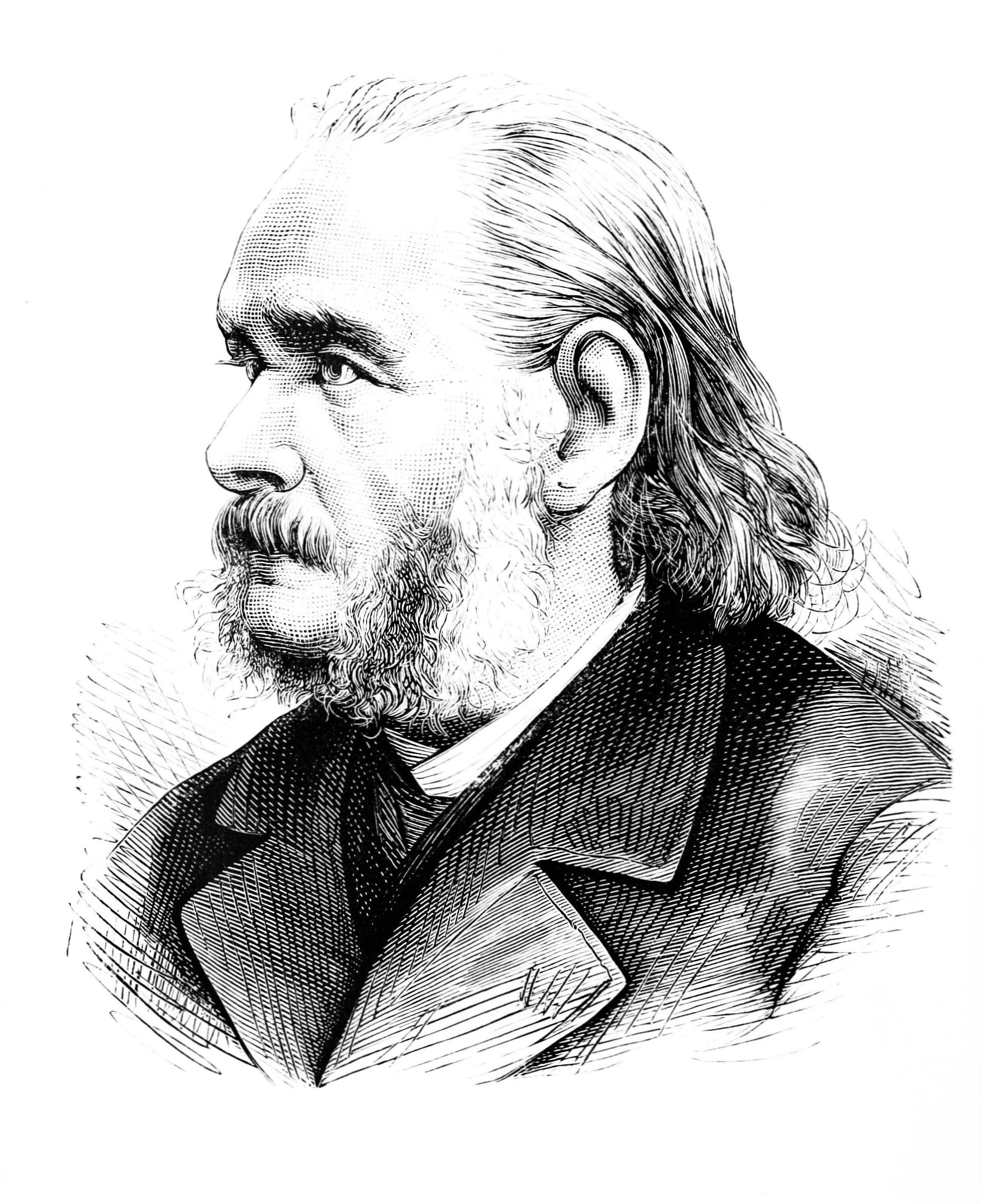
Matthias Jakob Schleiden (1804–1881)

O crédito pelo desenvolvimento da teoria celular costuma ser dado a dois cientistas: Theodor Schwann e Matthias Jakob Schleiden.
Em 1838, o botânico Matthias Jakob Schleiden sugeriu que cada elemento estrutural das plantas é composto por células, ou o produto delas. No entanto, Schleiden também sugeriu que as células eram produzidas por um processo de cristalização dentro de outras células ou no exterior, o que foi refutado na década de 1850, por Robert Remak, Rudolf Virchow e Albert Kolliker.
Em 1839, o zoólogo alemão Theodor Schwann publicou a obra Investigações Microscópicas sobre a Estrutura e Crescimento dos Animais e das Plantas, onde sugeriu que todos os tecidos animais e vegetais são formados células. Ele se baseou no fato da presença do núcleo em todos os tipos de células, e na obediência a um processo básico comum de formação comandado pelo núcleo.

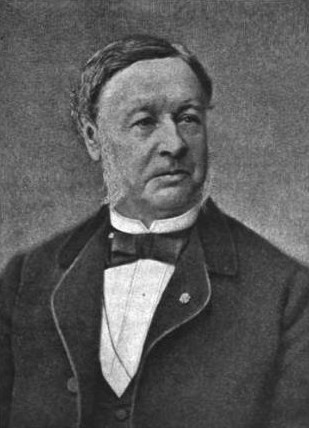
Theodor Schwann (1810–1882)

As conclusões de Schleiden e Schwann são consideradas a formulação oficial do que hoje é conhecido como "teoria celular". Este foi um grande avanço no campo da biologia, uma vez que pouco se sabia sobre a estrutura animal até este ponto em comparação com as plantas.
A partir dessas conclusões sobre plantas e animais, dois dos três princípios da teoria celular foram postulados.
1. Todos os organismos vivos são compostos de uma ou mais células.
2. A célula é a unidade mais básica da vida.
Em 1855, o alemão Rudolf Virchow adicionou o terceiro princípio à teoria celular. Ele resumiu esta ideia numa frase em latim: "Omnis cellula ex cellula", que se traduz em:
3. Todas as células surgem apenas de células preexistentes.
Esse princípio já havia sido proposto em 1852 por Robert Remak, com base em suas observações sobre a divisão celular. Foi sugerido que Virchow plagiou Remak e não lhe deu os créditos. Uma vez que este princípio foi adicionado, a teoria clássica da célula estava completa.

## Teoria celular moderna
A teoria celular moderna adicionou vários pontos ao que tinha sido anteriormente proposto por Schwann, Schleiden e Virchow. Assim, ela postula que:
- Todos os seres vivos são formados por uma ou mais células;[14]
- A célula é a unidade funcional e estrutural de todos os seres vivos;[14]
- Todas as células provêm de células preexistentes, através da divisão celular;[14]
- As células contêm as informações de hereditariedade (DNA), que são transmitidas de célula a célula;[15]
- Todas as células têm basicamente a mesma composição química;[15]
- Todo o fluxo de energia da vida (metabolismo e bioquímica) ocorre dentro das células.[15]

## Importância
A teoria celular, foi uma das mais importantes generalizações da história da biologia. Ficou claro que, apesar das diferenças quanto à forma e função, todos os seres vivos têm em comum o facto de serem formados por células. Portanto, para a plena compreensão do fenómeno da vida, é preciso conhecer as células.

## Tipos de células

Célula procariótica

As células podem ser subdivididas nas seguintes subcategorias:
Células procarióticas

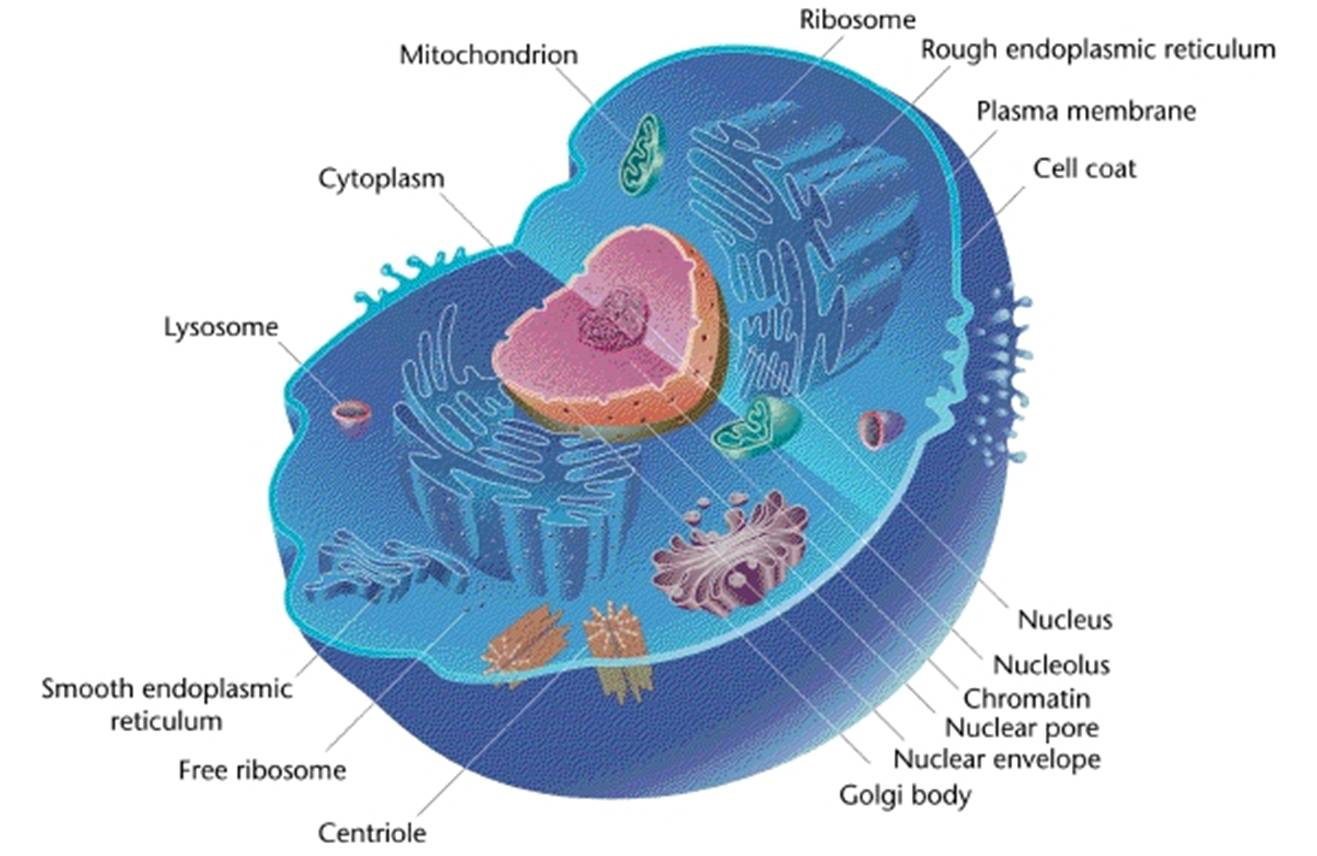
Célula eucariótica animal

Procariontes possuem células relativamente pequenas rodeadas por uma membrana plasmática, com uma parede celular característica que pode diferir em composição dependendo do organismo específico, possuem também cromatina e ribossomos. Podem possuir flagelos e cílios para locomoção. Os procariotos não têm um núcleo circunscrito por carioteca, sendo essa a principal diferença para células eucariontes. Não possuem organelas membranosas, tais como Complexo de Golgi e Retículo Endoplasmático.
Células eucarióticas
As células eucarióticas também são circundadas por uma membrana plasmática, mas, por outro lado, possuem núcleos delimitados por um envelope nuclear. As células eucarióticas contêm organelas membranosas, como (mitocôndrias, cloroplastos, lisossomos, retículo endoplasmático, vacúolos, Retículo endoplasmático liso e rugoso e Complexo de Golgi ). As células eucariontes estão presentes em protozoários, animais e vegetais.